# Relationer mellan Polen och Sverige
Relationer mellan Polen och Sverige är de bilaterala relationerna mellan Polen och Sverige. Polen har en ambassad i Stockholm. Sverige har en ambassad i Warszawa. Båda stater är medlemmar av EU, Europarådet,  FN och var medlemmar av NF.
Polen stöder till fullo Sveriges Nato-medlemskap.

## Historik
Åren 1592-1599 var Polen och Sverige i union under kung Sigismund.
Efter kommunistregimens fall har den så kallade Polenkabeln mellan Polen och Sverige byggts.